# Skarvanes
Skarvanes [ˈskaɹvaneːs] és un poble de l'illa de Sandoy, a les illes Fèroe. Pertany al municipi de Húsavík. L'1 de gener de 2021 tenia 9 habitants.
Skarvanes, significa "terra dels cormorans" en feroès.
Skarvanes està situat a la costa sud-oest de l'illa de Sandoy, enfront de les aigües del Skúvoyarfjørður, l'estret que separa les illes de Sandoy y Skúvoy. La carretera 37 és l'única via que hi arriba. Aquesta carretera de 5 km de recorregut neix a la carretera número 30, que enllaça Sandur i Skálavík.

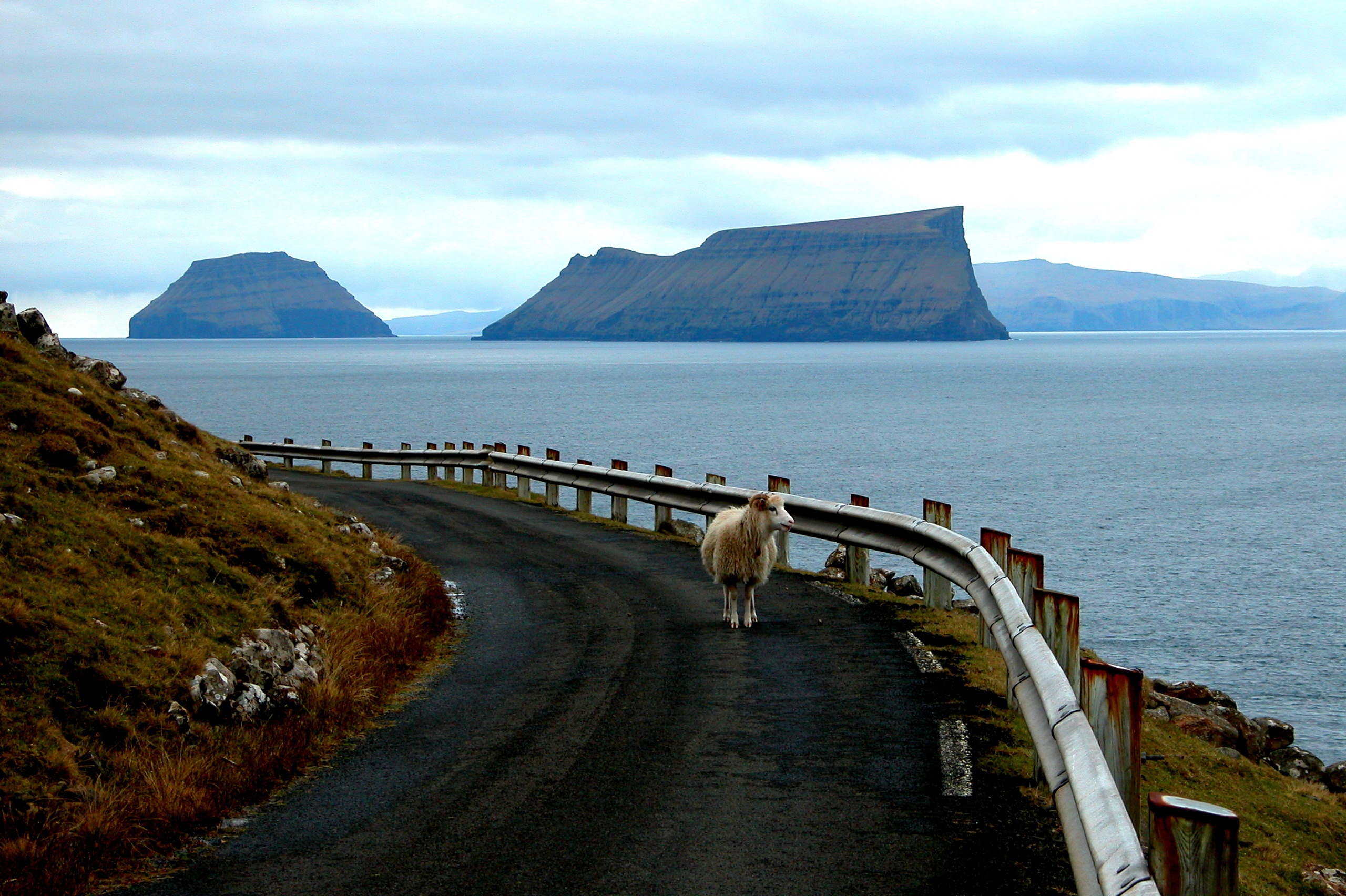
Stóra Dímun (al centre) i Lítla Dímun des de la carretera que porta a Skarvanes.

El poble és un dels que se citen al document del segle xiv anomenat Hundabrævið, la carta dels gossos. Es tracta d'un text legal que pretenia regular la tinença de gossos a l'arxipèlag.
A la zona hi ha una roca anomenada Kyriusteinar, que s'havia considerat un santuari. Quan se sortia del poble aquest punt era el darrer des d'on s'hi veia el lloc de pregària. Un cop arribats aquí, les persones es tombaven murmurant Kyrie eleison i llançaven una petita pedra per sobre l'espatlla abans de continuar. Kyrie eleison és en grec i significa "Senyor, tingues pietat de nosaltres".
L'artista feroès Díðrikur á Skarvanesi (1802-1865) era originari de Skarvanes.